# Nitrica (rzeka)
Nitrica, znana też jako Belanka – rzeka na zachodzie Słowacji, prawostronny dopływ Nitry o długości 51,4 km.

## Źródła
Źródła Nitricy znajdują się w Górach Strażowskich, na południowo-zachodnich zboczach grzbietu Vápeč (955 m n.p.m.) – Suchá hora (986 m n.p.m.), na wysokości ok. 820 m n.p.m.

## Bieg rzeki
Rzeka spływa początkowo w kierunku południowo-wschodnim. Na wysokości osady Stanáková przebija się przez pasmo skał wapiennych, tworząc interesujący wąwóz chroniony jako pomnik przyrody Prielom Nitrice i wypływa na teren niewielkiej kotliny śródgórskiej, w której rozłożyły się liczne osiedla i przysiółki wielkiej wsi Valaská Belá. Płynie w zachodnim kierunku, we wsi wpływają do niej mniejsze dopływy z obu stron, a za wsią z powrotem płynie na południowy wschód aż do osady Klin - ostatniego przysiółka Valaskej Belej. Tu przyjmuje lewostronny dopływ Jaseninę (która wraz ze swoimi dopływami odwadnia doliny: Kohútovą, Zliechovską i Slávikovą). Na wysokości osady Klin rzeka skręca na południe. Przez następne 4 km płynie bardzo wąską, głęboką, zalesioną i zupełnie niezamieszkaną doliną, z której wypływa na teren Kotliny Rudniańskiej. Przepływa przez Liešťany, które dzieli na dwie części (Lomnica i Dobročná). Na terytorium tej wsi wpada do niej z lewej potok Nevidzianka. Na wysokości dużej wsi Nitrianske Rudno rzeka wpływa do zbiornika Nitrianske Rudno (321,5 m n.p.m.). Wprost do zbiornika uchodzi z prawej strony potok Bystrica i pod tamą z lewej Dlžínka (300,6 m n.p.m.) i niedaleko z prawej Rudnianka (295 m n.p.m.). Dalej oddziela wieś Banky (na lewym brzegu) od Ješkovej Vsi (na prawym brzegu), przy wsi Diviaky nad Nitricou przybiera prawostronny Diviacky potok, pod wsią koryto rozdziela się na dwa ramiona (271,8 m n.p.m.), które ponownie łączą się we wsi Diviacka Nová Ves.
Poniżej wsi Diviacka Nová Ves rzeka traci powoli swój górski charakter. Jej koryto nie skręca tu na południowy wschód, w kierunku oddzielonego niskim grzbietem i odległego o niespełna 3 km toku Nitry, lecz odbija ku południowemu zachodowi i płynie odtąd długą na ok. 9 km, płaskodenną doliną (tzw. Vestenická brána), oddzielającą od właściwego zrębu Gór Strażowskich (na północy) niewysoką grupę górską o nazwie Drieňov (na południu). W Vestenickej bráne przepływa przez wsie Nitrica i Dolné Vestenice. Poniżej tej ostatniej dolina Nitricy wykręca powoli na południe, po czym rzeka wypływa na coraz słabiej urzeźbione tereny (tzw. Nitricka pahorkatina).
Przy wsi Hradište brzegi Nitricy porasta dobrze zachowany las łęgowy (209,2 m n.p.m.). Następnie rzeka przepływa przez wieś Skačany, a na południe od wsi tworzy większą wyspę z osadą Dolný mlyn (197,6 m n.p.m.). Ostatecznie zakręca na południowy zachód, od lewej przybiera jeszcze Kršteniansky potok i wpływa na teren zabudowany miasta Partizánske, gdzie na jego zachodnim skraju wpada do Nitry (195 m n.p.m.). Nitrica jest górsko-nizinnym typem rzeki.
Poza kilkukilometrowym odcinkiem poniżej wsi Nitrianske Rudno Nitrica ma czyste wody. Żyją w nich m.in. pstrąg potokowy, introdukowany pstrąg tęczowy, lipień, a w dolnym biegu i w zbiorniku Nitrianske Rudno również karpiowate.
Doliną górnego i środkowego toku Nitricy biegnie droga nr 574, łącząca Ilavę w dolinie Wagu z drogą krajową nr 50 (na zachód od Novaków). Doliną środkowego toku rzeki aż po miejscowość Hradište biegnie wyżej wymieniona droga nr 50, zaś wzdłuż ostatniego odcinka Nitricy, aż po Partizánske, droga nr 579.